# Gustavo Llull
 (juillet 2025).
Gustavo Llull (né en 1969 à Puan, province de Buenos Aires) est un musicien, pianiste et compositeur argentin, résidant à Barcelone en Espagne.